# 伦敦教堂列表

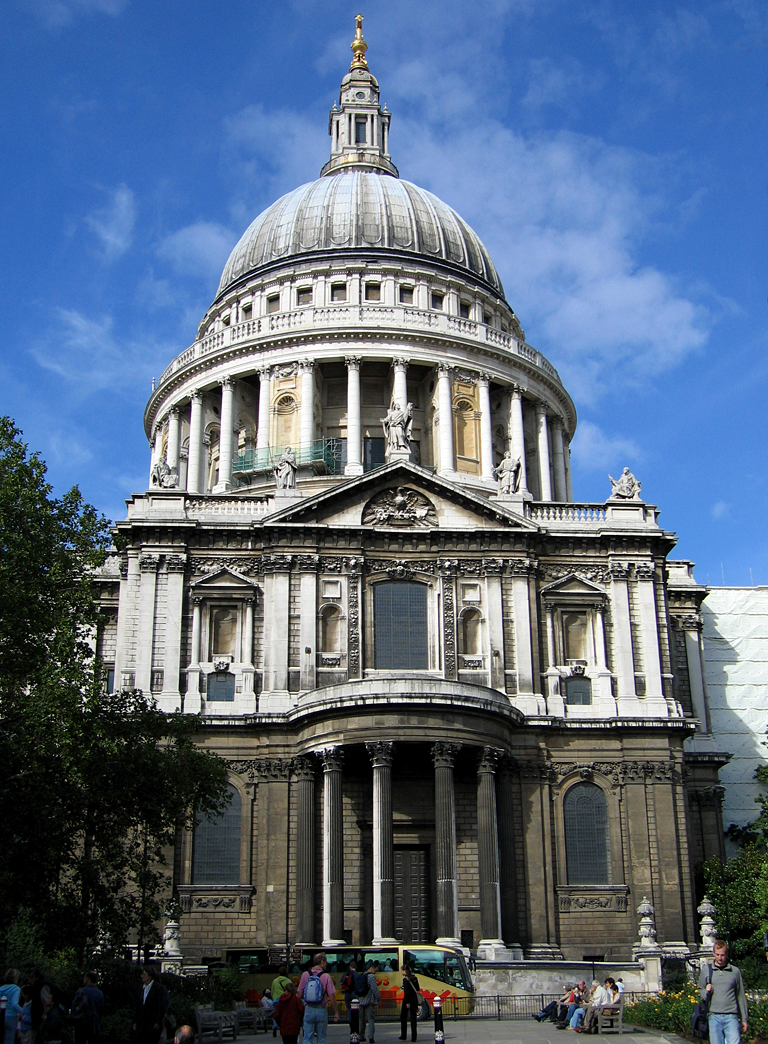
圣保罗座堂

伦敦拥有许多著名的教堂，其密度居英格兰各地之首。在1666年伦敦大火以前，伦敦市2.6 km²范围内共有107座教堂，其中86座被大火烧毁，51座和圣保罗座堂一起重建。

## 卡姆登区
- 卡姆登诸圣堂（All Saints, Camden Town）
- 摄政广场联合归正会教堂（Regent Square United Reformed Church）
- 布鲁斯伯里圣乔治教堂（St. George's Church, Bloomsbury）
- 伦敦圣乔治主教座堂（St. George's Cathedral, London） ，安提阿东正教会
- 汉普斯特圣路加教堂 （St. Luke's Church, Hampstead）
- 原野圣吉尔教堂（St Giles in the Fields）
- 贝德福德街圣约翰礼拜堂（St John's Chapel, Bedford Row）
- 圣潘克拉斯新教堂（St Pancras New Church）
- 圣潘克拉斯老教堂（St Pancras Old Church）
- 托定咸宫路怀特腓会幕（Whitefield's Tabernacle, Tottenham Court Road）
- 卡姆登圣米迦勒教堂（St Michael's Church, Camden Town）
- 聖伯多祿義大利人教堂

## 萨瑟克区
- 都城会幕  （归正浸信会）
- 萨瑟克基督教堂  （圣公会）
- 罗瑟海斯圣玛丽教堂
- 芬兰教会和海员布道会
- 挪威教会
- 萨瑟克圣乔治主教座堂 - 罗马天主教
- 萨瑟克殉道者圣乔治教堂
- 萨瑟克座堂  - （圣公会）

## 伊斯灵顿区教堂
- 霍洛威路抹大拉的马利亚教堂

## 肯辛顿-切尔西区教堂
- 布朗普顿圣堂 ——罗马天主教
- 切尔西老教堂
- 切尔西悉尼街圣路加教堂
- 切尼路救赎主和圣托马斯莫尔教堂
- 圣三一布朗普顿教堂
- 肯辛顿圣巴拿巴教堂
- Pont街圣高隆庞教堂
- 肯辛顿圣玛丽Abbots

## 兰贝斯区教堂
- 西达利奇诸圣堂
- 肯宁顿圣约翰教堂
- 西诺伍德圣路加教堂
- 兰贝斯圣玛丽教堂

## 陶尔哈姆莱茨教堂
- 锁链中的圣彼得皇家礼拜堂
- 圣约翰礼拜堂 (伦敦)

## 伦敦市
- 圣保罗座堂

## 
- 西敏寺
- 威斯敏斯特主教座堂，罗马天主教
- 卫理公会中央礼堂
- 玛格丽特街诸圣堂
- 朗豪坊诸靈堂
- Kilburn圣奥古斯丁教堂
- 刑事法庭教堂
- 丹麦圣克莱蒙教堂
- 汉诺威广场圣乔治教堂
- 皮卡迪利圣雅各教堂
- 威斯敏斯特圣玛格丽特教堂
- 圣马田教堂
- 河岸街圣母教堂
- 科文特花园聖保羅教堂
- 瑞典教会

### 引用
1. ↑  Simon Bradley, Nikolaus Pevsner. London: The City Churches, p. 16. Penguin Books, 1998